# Wonhalde-Spielberg
Wonhalde-Spielberg ist ein mit Verordnung des Regierungspräsidiums Tübingen vom 2. November 1993 ausgewiesenes Naturschutzgebiet mit der Nummer 4.231.

## Lage
Das Naturschutzgebiet befindet sich in den Naturräumen Mittlere Kuppenalb und Mittlere Flächenalb und besteht aus drei Teilgebieten: Won (⊙ eine wellige Hochfläche etwa 3 km südwestlich von Unterhausen), Wonhalde (⊙ ein steiler Südhang am Fuß des Won) und Spielberg (⊙ ein steiler Südosthang am Fuß des 791 m hohen Lippentaler Hochbergs). Die Teilgebiete Wonhalde und Spielberg sind durch das Tal des Kienloches getrennt, einem Zufluss des Reißenbaches. Das Teilgebiet Spielberg grenzt an den westlichen Ortsrand von Unterhausen. Das Schutzgebiet ist sowohl Teil des FFH-Gebiets Nr. 7521-341 Albtrauf Pfullingen als auch des Vogelschutzgebiets Nr. 7422-441 Mittlere Schwäbische Alb.

## Schutzzweck
Laut Verordnung ist der wesentliche Schutzzweck die Erhaltung, Pflege und Verbesserung eines Biotopmosaiks aus Wacholderheide, Halbtrockenrasen, Wiesen, Saumgesellschaften, Hecken und Waldpartien als Lebensraum zahlreicher seltener und gefährdeter, vor allem wärme- und trockenheitsliebender Pflanzen- und Tierarten. Schutzzweck ist zudem die Erhaltung und Pflege des reizvollen, für Hangbereiche am Albtrauf und Wiesenflächen der Albhochfläche charakteristisch ausgebildeten Landschaftsbildes sowie die Erhaltung, Pflege und  Verbesserung des Biotopverbundes zwischen den Heideflächen im Reißenbachtal und den Heideflächen im nordöstlich gelegenen Zeller Tal.

## Flora und Fauna
Die Halbtrockenrasen des Gebiets weisen eine große Vielfalt an Enzianen und Orchideen auf. An Enzianen sind zu nennen: Kreuz-Enzian, Gelber Enzian, Frühlings-Enzian, Gewöhnlicher Fransenenzian und Deutscher Fransenenzian. An Orchideen kommen vor: Bienen-Ragwurz, Hummel-Ragwurz, Fliegen-Ragwurz, Helm-Knabenkraut, Blasses Knabenkraut und Mücken-Händelwurz. Im Gebiet brütet u. a. der in Baden-Württemberg stark gefährdete Neuntöter. Eine faunistische Seltenheit ist der in Deutschland stark gefährdete Kreuzenzian-Ameisenbläuling. Ebenfalls bemerkenswert ist das Vorkommen von Wärme liebenden Insekten, deren Verbreitungsschwerpunkt im Mittelmeerraum ist: Bergzikade, Libellen-Schmetterlingshaft und Rote Mordwanze.